# شهرستان ینسی (کارولینای شمالی)
شهرستان ینسی، کارولینای شمالی (به انگلیسی: Yancey County, North Carolina) یک سکونتگاه مسکونی در ایالات متحده آمریکا است که در کارولینای شمالی واقع شده‌است.

## خصوصیات
شهرستان ینسی ۸۱۰٫۶۷ کیلومترمربع مساحت دارد.